# Pünzendorf
Pünzendorf ist ein Gemeindeteil der Stadt Scheßlitz im oberfränkischen Landkreis Bamberg in Bayern.

## Lage
Das Dorf liegt auf einer Höhe von 367 m ü. NHN und hat 70 Einwohner (Stand: März 2022). Es liegt in einem Tal, das sich an Giechburg und Gügel anschließt. Durch die geschützte Lage hat sich um den Ort herum der Obstanbau entwickelt. Bekannt sind vor allem die Pünzendorfer Kirschen.

## Geschichte
Pünzendorf war im Mittelalter zunächst Sitz eines bambergischen Dienstmannes, seit dem 13. Jahrhundert eines meranischen Ministerialen. Im Jahr 1359 wurde „Hermann von Pünzendorf“ als Vogt in Krögelstein genannt. 